# つつじバス

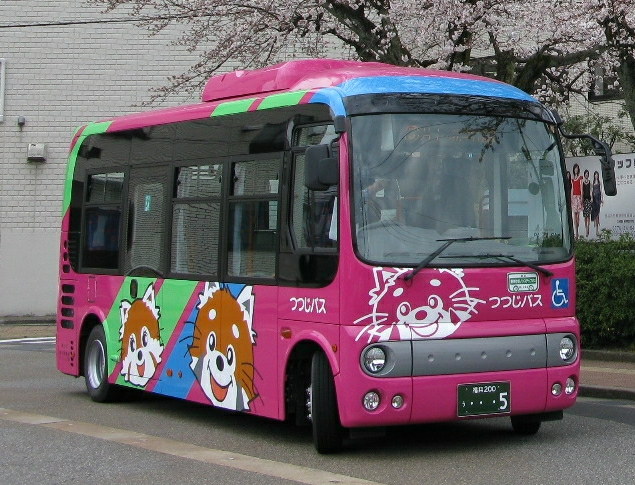
つつじバス

つつじバスは、福井県鯖江市のコミュニティバスの名称。2001年（平成13年）にみらい21の名称で運行を開始した。2007年（平成19年）9月、同市の市木であるツツジを用いた現在の名称に変更している。

## 概要
鯖江市民の利用を対象としたコミュニティバスであり、2001年（平成13年）に市内9路線の運行からスタートした。2006年（平成18年）と2017年（平成29年）に路線拡大と増便が行われたが、2022年（令和4年）に大幅に路線網を縮小し、現在は9路線の運行となっている。2012年（平成24年）10月からはリアルタイムでのバス現在位置情報サービスを提供している。
バスの運行は、鯖江市内のバス・タクシー事業者が請け負う。1回の利用料金は100円。ただし、小学生以下と障害者等は無料となっている。また、回数券が発行されており11枚つづりで1000円、学生用は15枚つづりで1000円となっている。バス車内などで購入可能。これ以外にも定期券や乗り継ぎ券、買物無料券などの制度がある。なお土曜日・休日で一部の便が運休となるほか、年末年始期間（12月30日～1月3日）は全線が運休する。

## 路線
運行路線は2022年（令和4年）現在、市内中心部を循環する循環線と、各地区を循環または往来する8路線の計9路線で構成されている。

### 1:循環線
- 市内中央部を循環する路線であり、他の路線と接続する。ハピラインふくい線鯖江駅、福井鉄道福武線神明駅を起点とし、福井鉄道福武線西鯖江駅、道の駅西山公園、鯖江市役所、公立丹南病院、アル・プラザ鯖江、アイアイ鯖江（文化の館）などを経由する。
- 2017年（平成29年）、中央線から循環線へ名称変更。

### 2:鯖江南・新横江線
- 嚮陽会館を起点として、鯖江公民館、福井鉄道福武線西鯖江駅、サンドーム福井、新横江公民館、鯖江駅などを経由して市南部を循環する。
- 2016年度まではジャンボタクシー車両で運行が行われていた。

### 3:神明線
- 公立丹南病院または神明駅を起点として、ハピラインふくい線北鯖江駅西口、御幸グラウンド、つつじヶ丘などを経由して市北部を循環する。

### 4:片上・中河線
- 公立丹南病院または神明駅を起点として、北鯖江駅東口、高年大学前、片上公民館などを経由して市中東部を循環する。
- 2022年（令和4年）、片上・北中山線から片上・中河線へ名称変更し、北中山地区への乗り入れを廃止。

### 5:立待線
- 神明駅または神明苑を起点として、立待公民館、平和台団地、公立丹南病院などを経由して市北西部を循環する。

### 6:吉川線
- 神明駅または神明苑、丹南橋西を起点として、吉川公民館、小泉団地、公立丹南病院などを経由して市中西部を循環する。

### 7:豊線
- 鯖江駅を起点として、西鯖江駅、嚮陽会館、福井高専、豊公民館などを経由して市南西部を循環する。
- 2022年（令和4年）、通学便市内高校ルートを編入し、福井高専止まりのバスも運行されている。

### 8:中河・北中山線
- 嚮陽会館または鯖江駅を起点、ハニー東陽店（川島北）を終点として、中河小学校、北中山公民館などを経由して市中東部を運行する。一部の便は、河和田線と同じく市東部まで運行する。

### 9:河和田線
- 嚮陽会館または鯖江駅を起点、ラポーゼかわだ（温泉施設）または鉱泉前を終点として、うるしの里会館、河和田小学校を経由して市東部を運行する。一部の便は、バイパスを経由する。

### 過去に運転されていた路線
- 歴史の道線
JR北陸本線（現在のハピラインふくい線）鯖江駅を起点として、公立丹南病院までを運行する。運行は、ジャンボタクシーで行なわれている。2015年改正により、前日17時までの事前電話予約制に変更。
利用者低迷に伴い2016年（平成28年）廃止。

- 通学便市内高校ルート
JR鯖江駅を起点として、西鯖江駅経由で丹南高等学校までを運行する。休校日は運休。
2006年（平成18年）、路線拡大に伴い丹南高校線として通学用に新設された路線。
2017年（平成29年）、丹南高校線から通学便市内高校ルートへ名称変更。
2022年（令和4年）、豊線の一部となる。

- 通学便片上・北中山ルート
市中東部にある北中山地区を起点として片上地区、JR北鯖江駅東口を経由して、福鉄神明駅まで運行する。冬期（12月1日～2月28日）限定運行、休校日は運休。
2017年（平成29年）新設。2022年（令和4年）廃止。

- 通学便立待ルート
市北西部にある立待地区を起点として、福鉄神明駅まで運行する。冬期（12月1日～2月28日）限定運行、休校日は運休。
2017年（平成29年）新設。2022年（令和4年）廃止。

- 通学便吉川ルート
市中西部にある吉川地区を起点として、福鉄神明駅まで運行する。冬期（12月1日～2月28日）限定運行、休校日は運休。
2017年（平成29年）新設。2022年（令和4年）廃止。

- 通学便豊ルート
市南西部にある豊地区を起点として、JR鯖江駅まで運行する。冬期（12月1日～2月28日）限定運行、休校日は運休。
2017年（平成29年）新設。2022年（令和4年）廃止。

- 通学便中河・北中山ルート
市東部にある北中山地区を起点として、中河地区、新横江地区を経由して、JR鯖江駅まで運行する。冬期（12月1日～2月28日）限定運行、休校日は運休。
2017年（平成29年）新設。2022年（令和4年）廃止。

- 通学便河和田ルート
市東部にある河和田地区を起点として、北中山地区、JR鯖江駅を経由して、嚮陽会館まで運行する。休校日は運休。
2017年（平成29年）新設。2022年（令和4年）、河和田線の一部へ組み込む。

- 幹線
市内全域を循環する路線である。福鉄神明駅、JR鯖江駅を起点とし、各地区公民館（一部小学校）を経由する。
2017年（平成29年）新設。利用者低迷に伴い2022年（令和4年）廃止。

## 運行事業者
現在は、鯖江市が4事業者に運行を委託している。
- 越前観光[3]
- 鯖江高速観光バス（国土交通省中部運輸局への登録法人名は「鯖江高速観光」）[3]
- 鯖江交通[3]
- つつじ[3]

2010年までは福井鉄道も運行を担当していた。

## 車両
つつじバス専用の車両は8台あり、上記事業者が運行を請け負っている。内訳は次の通りである。
- 日野・ポンチョ 7台

福井200 う ･･･2、福井200 う ･･･5、福井200 い ･･･3、福井230 い ･･･6、福井200 い ･･･7、福井200 う ･･･8、福井230 い ･･10
- 日野・レインボーII 1台（河和田線用、赤と黒を使用し越前漆器をイメージしたデザインを採用）[1]

福井200 か ･･･1
2017年（平成29年）改正により日野・ポンチョが2台増車された。
また、2016年（平成28年）までは一部路線でタクシー業者（ジャンボタクシー）の車両が使用されていた。

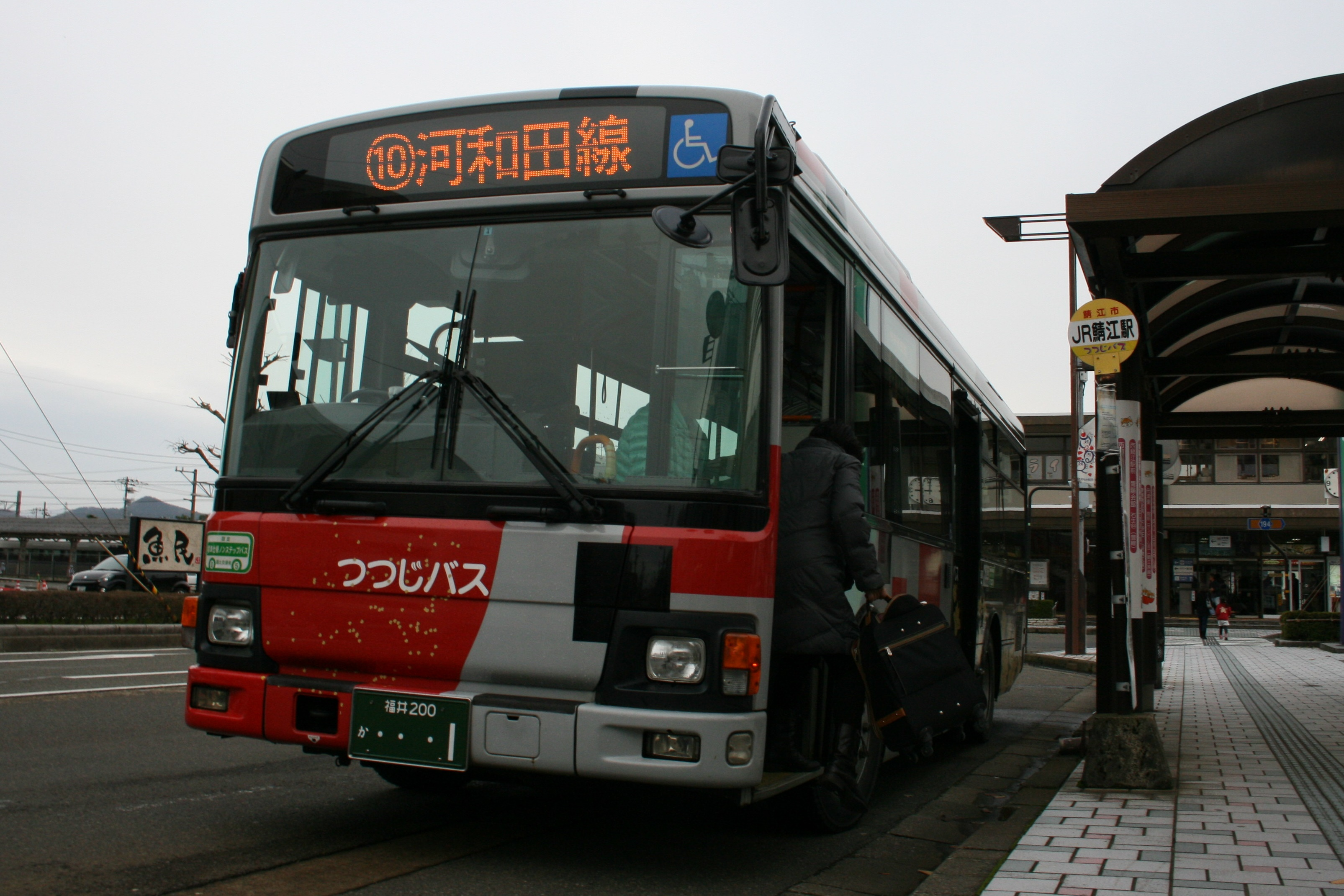
日野・レインボーⅡ
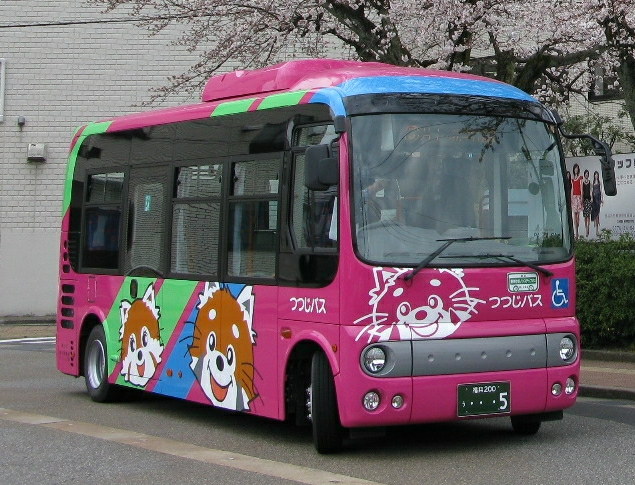
日野・ポンチョ
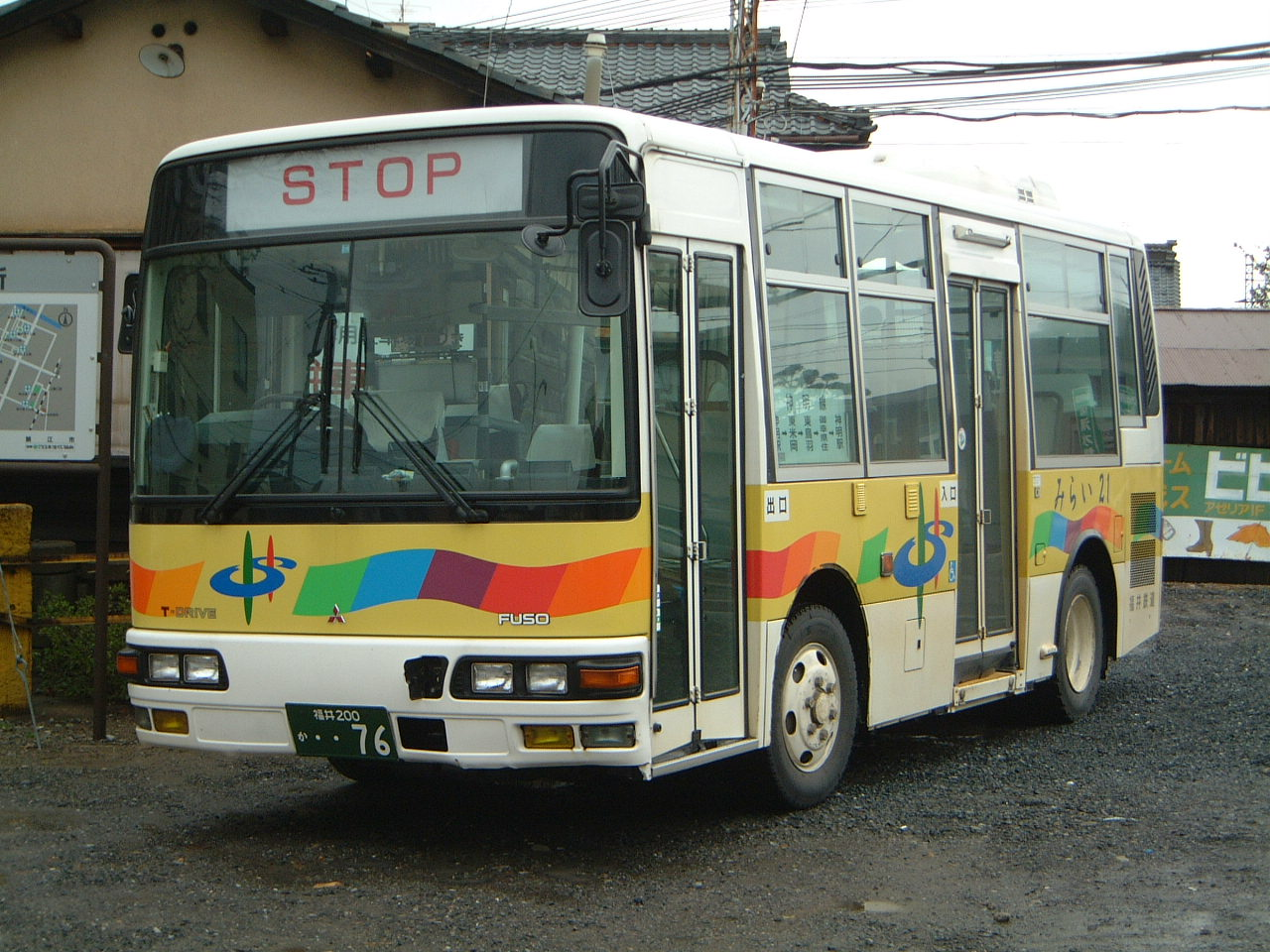
2001～2010年、福井鉄道委託当時のつつじバス専用車両（初期はみらい21）。三菱ふそう・エアロミディ